# 50피트 우먼
《50피트 우먼》(영어: Attack of the 50 Foot Woman)은 1958년 개봉한 미국의 SF 영화이다. 나단 주런이 감독을, 마크 해나가 각본을 맡았다.